# Soltimmar

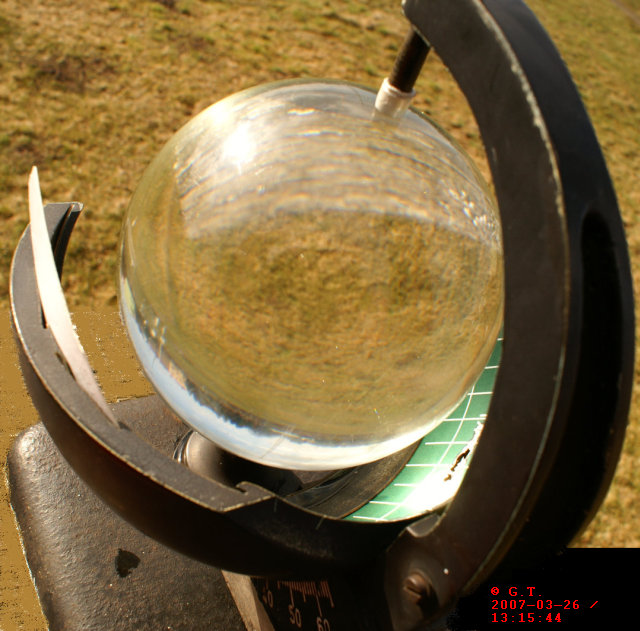
En heliograf bränner hål i en pappersremsa.

Soltimmar (soltimme i singular) är timmar då det är solsken. För andra tidsenheter kan ordet solskenstid användas. Soltimmar förekommer särskilt som meteorologisk term och då förekommer exakta definitioner och mätinstrument.
Soltimmar (solskenstid) är den tid då den direkta solstrålningen är större än 120 W/m².
Soltimmar kan även avse när ljusintensiteten utomhus är över 20 000 lux.
Heliograf är ett tidigt instrument för att mäta solskenstid och började användas under 1800-talet. Därefter har det utvecklats andra mätinstrument som pyrheliometern och kontrastgivaren.